# The Seventh Key
The Seventh Key was een serie Engelse lessen uit 1969, die in de vorm van een Britse televisieserie in 1970 door de Nederlandse Onderwijs Televisie (NOT) in samenwerking met de NOS werd uitgezonden op Nederland 1. The Seventh Key is een verhaal over een erfeniskwestie die in samenwerking met de Engelse taalkundige David Handforth is geschreven voor de Noorse schooltelevisie.
Aan The Seventh Key werd meegewerkt door:
- Diana Chappell
- Cheryl Conte
- Geoffrey Hinsliff
- David Munro